# Vintgar
Vintgar (även kallad Soteska Vintgar) är en cirka 1,6 km lång ravin/canyon i Slovenien som startar vid byn Podhom nära Bled och mynnar i floden Sava Dolinkas dalgång, vid byn Blejska Dobrava. Ravinen/canyonen håller fortfarande på att formas av floden Radovna. I Vintgars canyon är bergväggarna mellan 50 och 100 m höga; sluttningarna i ravinen 250 - 300 m höga. Vintgar är full av vackra forsar, vattenfall, jättegrytor och andra erosionsfenomen.
Innan senaste istiden, rann Radovna österut, via platsen för dagens Bled. Under senaste istiden blockerade Bohinjer-glaciären flodens tidigare lopp, varför Dolina Radovna (”Radovna-dalen”) uppströms om Vintgar dämdes upp till en sjö, mellan 100 och 120 m djup. Radovna skapade ett utlopp från sjön, genom att på geologiskt sett kort tid erodera bort de mjuka siltlagren från Oligocen mellan kullarna Boršt (931 m) och Hom (844 m), ned till de hårdare kalkstenlagren från mellersta Trias. Därigenom skapades Vintgar. Radovna lämnar Vintgar via ett 13 m högt flodfall och mynnar i Sava Dolinka. 
Mellan 1891 och 1893 konstruerades i Vintgar trägallerier, broar och observationsplattformar för turister, på uppdrag av byn Gorjes borgmästare Jakob Žumer och kartografen och fotografen Benedikt Lergetporer från Bled. Sedan dess har gånginfrastrukturen renoverats vid flera tillfällen, då den skadats av översvämningar och skred. Nedströms om Vintgar anlades ett litet vattenkraftverk och en viadukt från 1906 på Transalpina-järnvägen korsar Vintgar. Trots dessa ingrepp i miljön, bjuder Vintgar ändå på en vacker naturupplevelse. Det är en av få av Sloveniens talrika raviner och canyons som är tillgänglig för turister.
Vintgar har en frodig lövskogsgrönska och en rik flora av, bl.a., ormbunkar. Sommartid är blommande alpcyklamen och plymspirea iögonfallande. I Radovnas och glaciärgröna vatten kan man se bäcköringar och harr. Strömstare och forsärla är typiska häckfåglar vid floden.

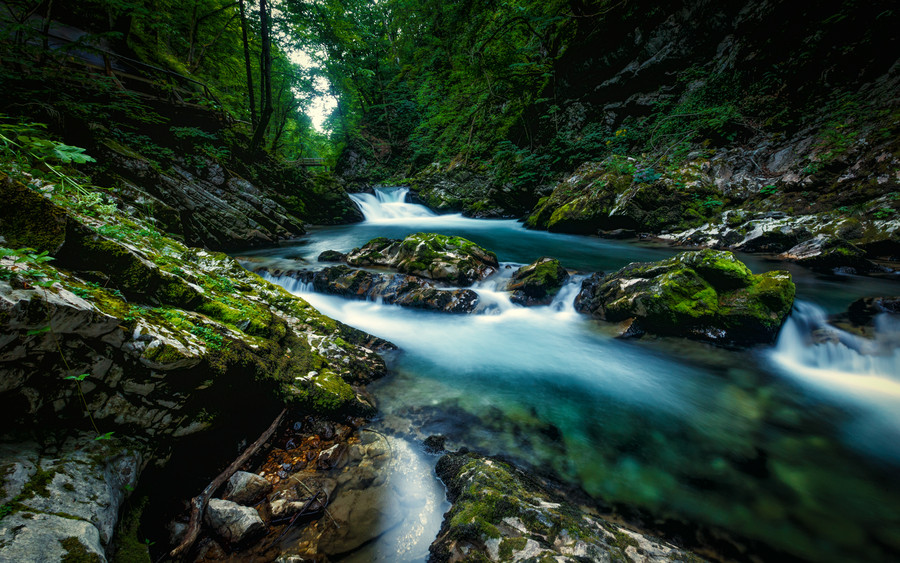
Nära floden Radovnas inlopp i Vintgar.
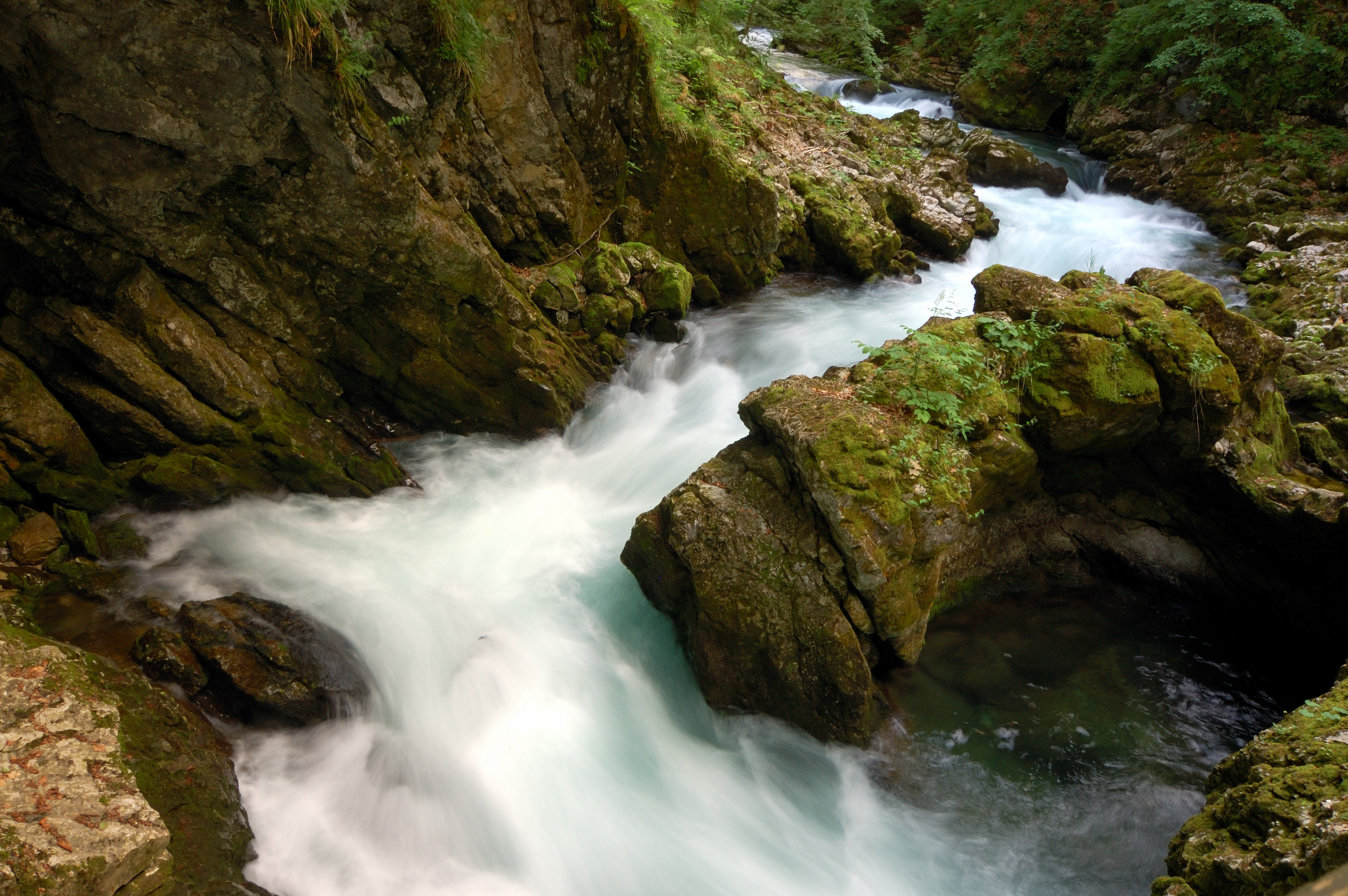
Radovnas vindlande lopp genom Vintgar.
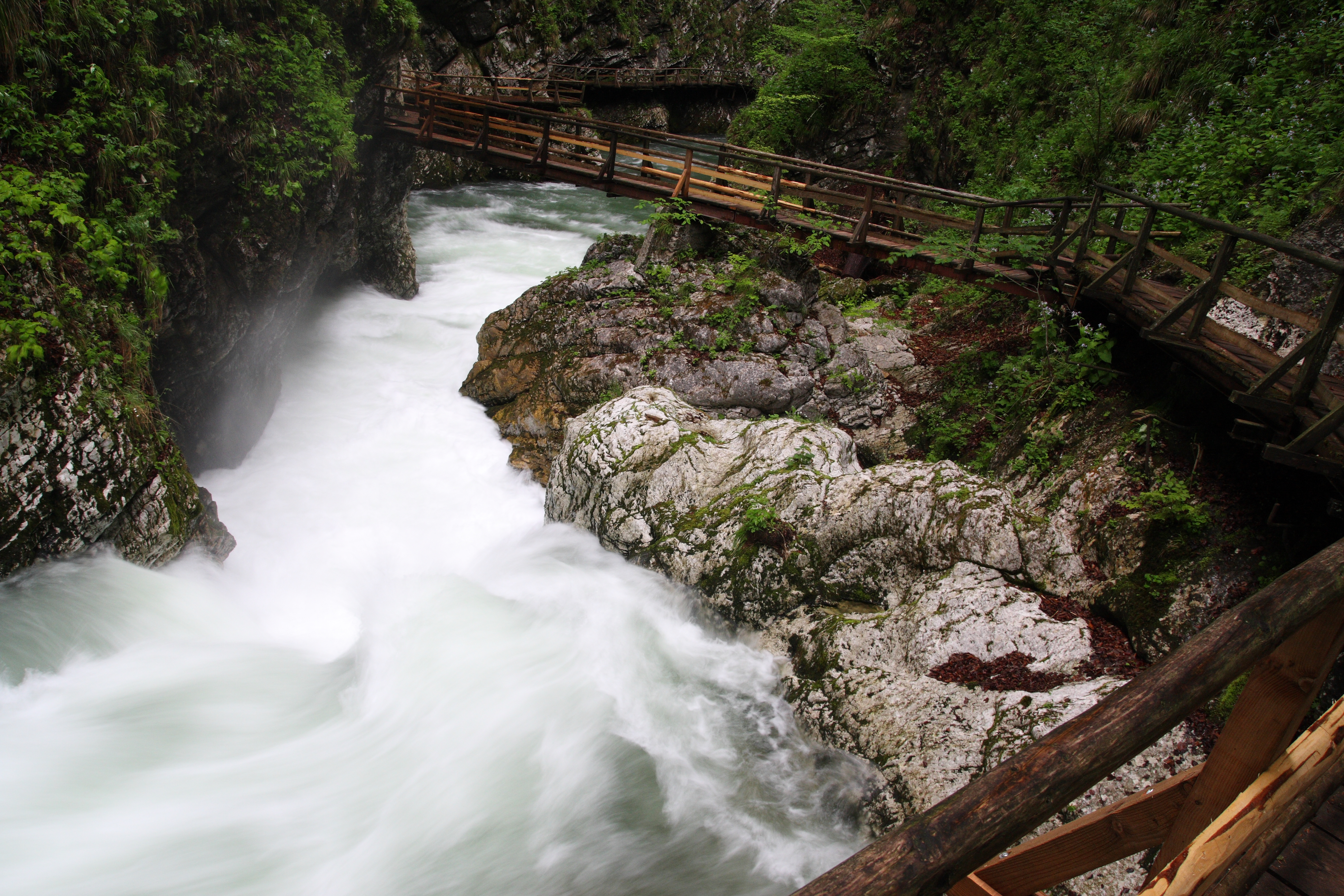
Forsar och trägallerier i Vintgar.
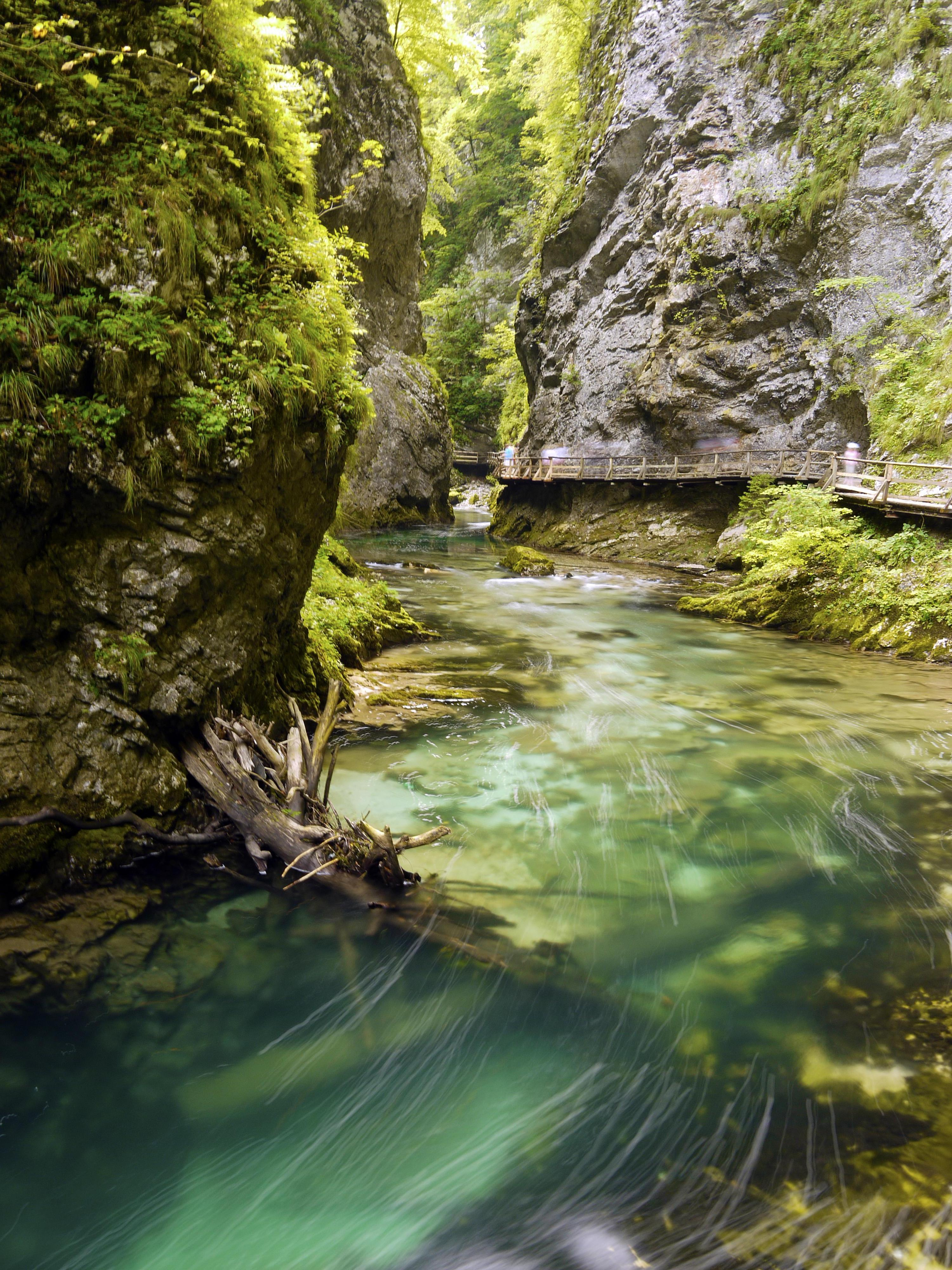
Canyonen i Vintgar.
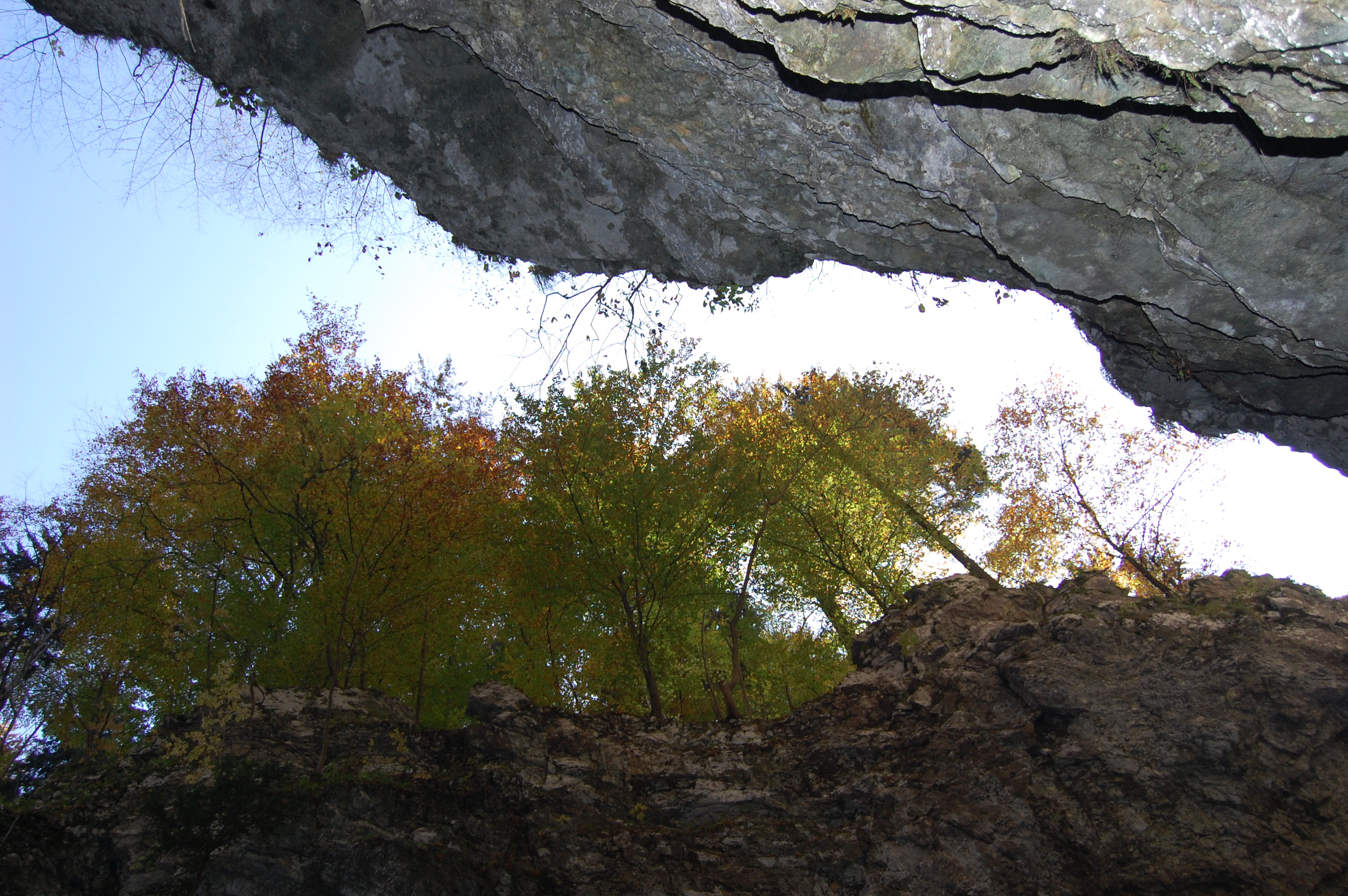
På vissa ställen är canyonen så smal att klipporna nästan är överhängande.
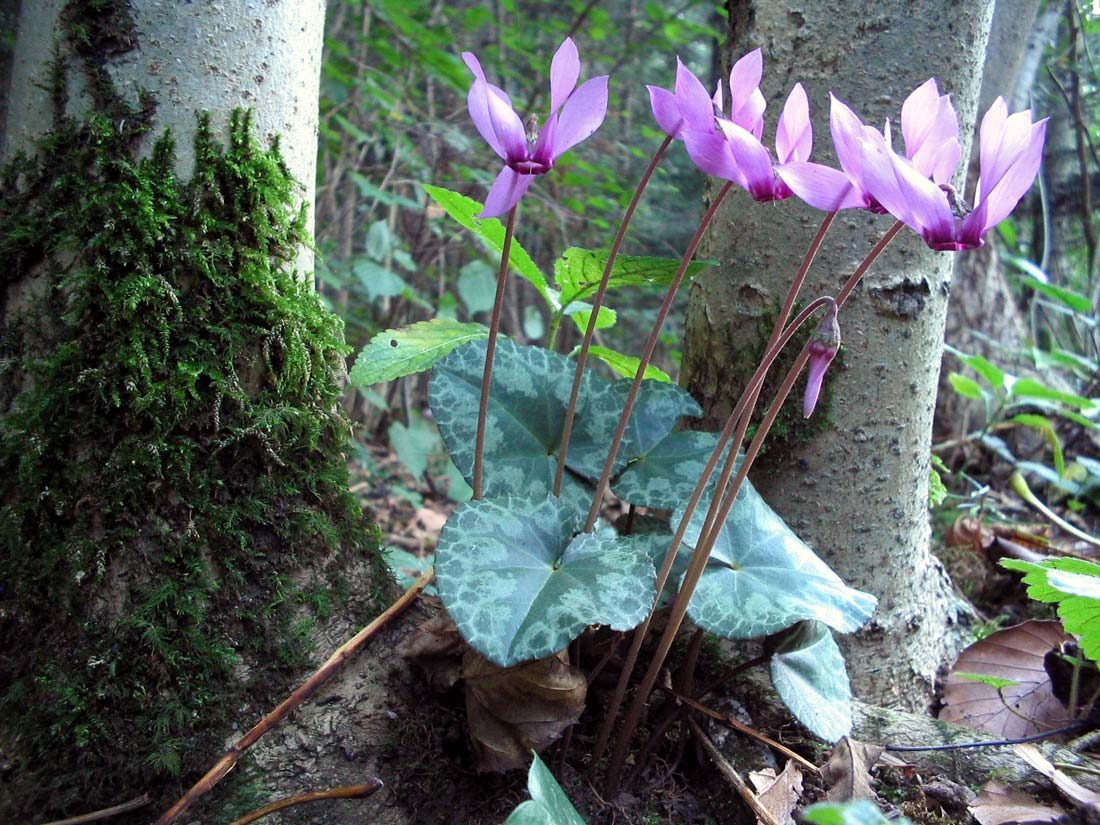
Alpcyklamen (Cyklamen purpurascens) är vanlig i Vintgar.
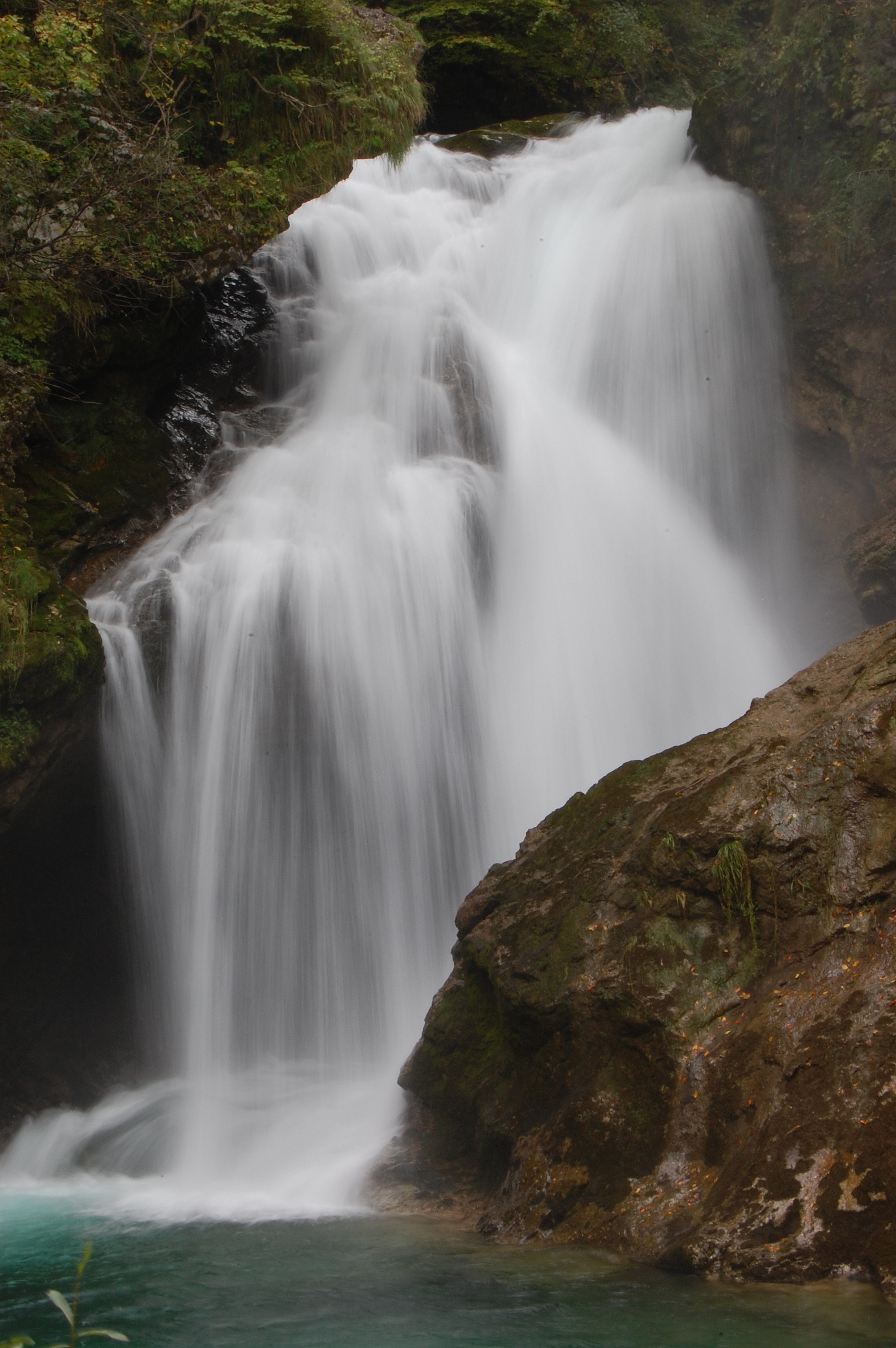
Floden Radovna lämnar Vintgar via detta vattenfall.